# Claude Toukéné-Guébogo
Claude Toukéné-Guébogo, född 25 februari 1975, är en friidrottare från Kamerun. Han deltog vid olympiska sommarspelen 1996.